# Bassianae
Bassianae (en serbe cyrillique : Басијана ; en serbe latin : Basijana) était la plus grande ville romaine de Syrmie après Sirmium. Ses vestiges se trouvent sur le territoire du hameau de Grad, près de Donji Petrovci, dans la municipalité de Ruma et dans la province de Voïvodine, en Serbie. En raison de son importance, Bassianae figure sur la liste des sites archéologiques d'importance exceptionnelle de la république de Serbie.

## Histoire

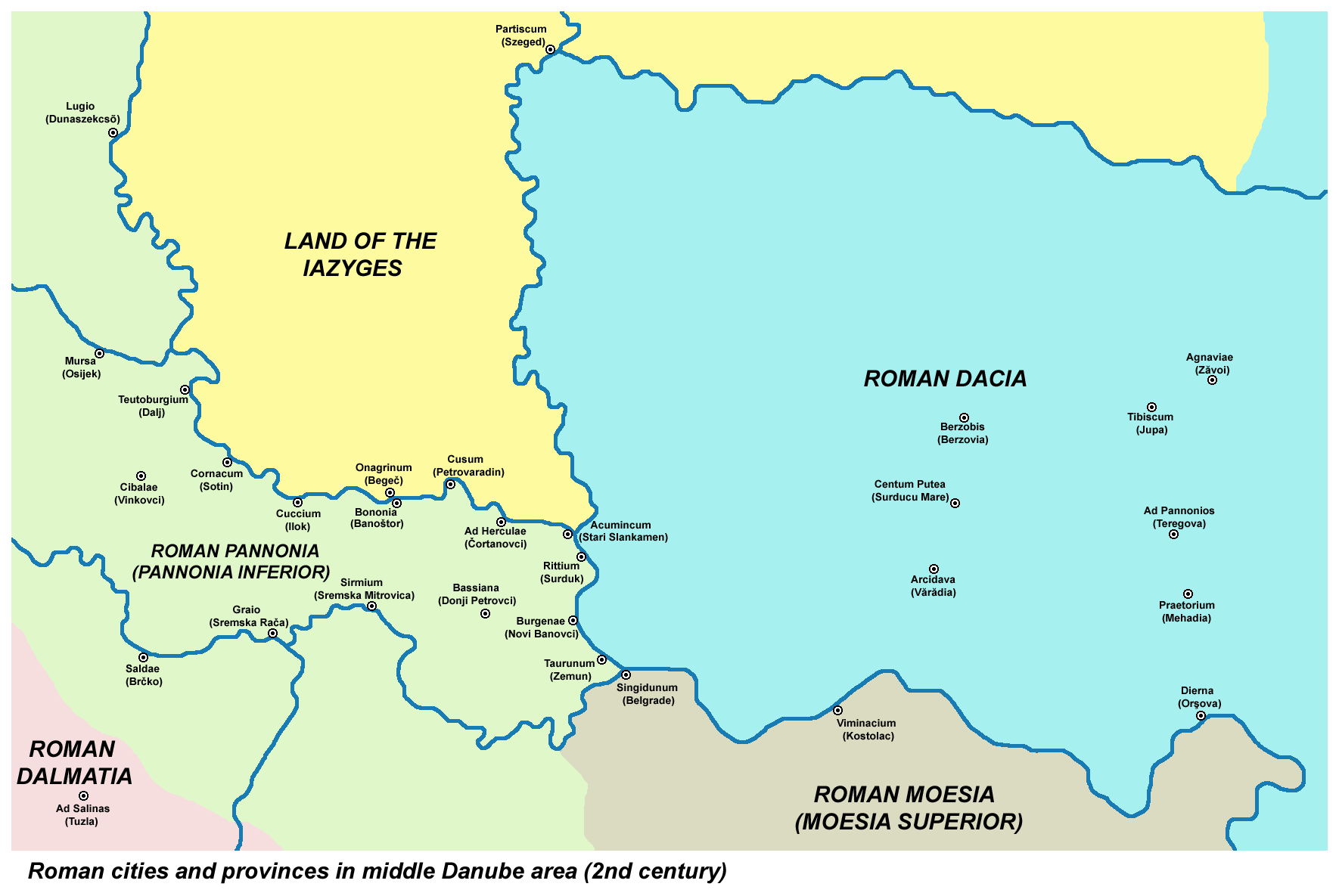
Villes romaines en Voïvodine

Bassianae a été fondée au Ier siècle en tant que civitas autonome ; elle a obtenu le statut de municipium en 124 et son activité est attestée jusqu'au VIe siècle.

## Site
Des fouilles ont été effectuées sur le site en 1882 puis en 1935. Des vestiges de remparts et de tours ainsi que trois bâtiments ont été mis au jour, construits en pierres et briques, dotés d'un système de chauffage et de pavements de mosaïque, ainsi que de fresques murales et un système de tout-à-l'égout. Des céramiques et des objets en verre, des bijoux, des monnaies y ont été exhumés, ainsi que des pierres votives et des sculptures.

## Castrum
À proximité du site de la cité de Bassianae se trouvent également les ruines du castrum de Caput Bassiaenense, situées sur le territoire du hameau de Solnik, avec des vestiges de murailles, de maisons d'habitation et de tombes.